# Rastachiz

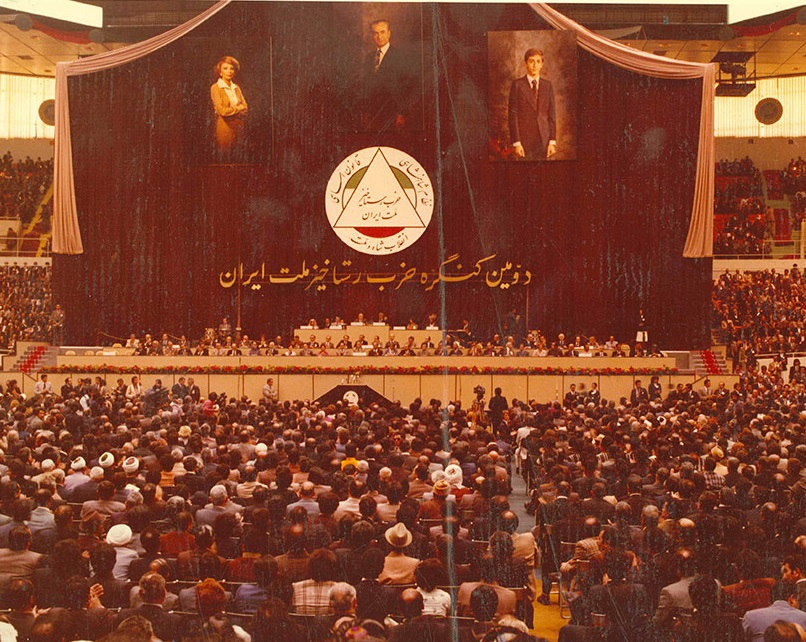
Rastachiz-Parteiversammlung

Die Rastachiz (korrekt persisch حزب رستاخیز Hizb-e Rastachiz, DMG Ḥizb-i Rastāḫīz, ‚Partei der Auferstehung‘) ist eine am 2. März 1975 von Schah Mohammad Reza Pahlavi im Iran gegründete Partei, die als Einheitspartei konzipiert war. Mit der Gründung der Rastachiz-Partei wurde das bisher bestehende Zweiparteiensystem durch ein Einparteiensystem abgelöst.
Die Partei ist seit der Islamischen Revolution Anfang 1979 im Iran selbst verboten. Sie besteht heute im Exil als monarchistische Partei weiter, mit dem Ziel nach einer Überwindung der Islamischen Republik im Iran die alte Pahlavi-Dynastie wieder einzusetzen.

## Vorgeschichte
Anfang 1957 war es erklärtes Ziel Schah Mohammad Reza Pahlavis, nach dem Vorbild der USA ein Zweiparteiensystem im Iran zu etablieren. Er wies daher Premierminister Manutschehr Eghbal an, dass er ein Zweiparteiensystem einführen sollte. Premierminister Eghbal sollte eine der beiden Parteien gründen. Während Premierminister Eghbal die Melliyune (Nationalistenpartei) ins Leben rief, gründete Asadollah Alam die Mardom-Partei (Volkspartei). Aufgrund ihres Charakters als Marionettenparteien erhielten sie die Spitznamen Yes-Partei und Yes-Sir-Partei. Die 19. Sitzungsperiode des Parlaments endete am 9. Juli 1960 und zwischen den Parteien entbrannte ein regelrechter Wahlkampf. Völlig unerwartet schaltete sich in den Wahlkampf der beiden neu gegründeten Parteien eine dritte politische Kraft ein, die in dem politisch liberalen Klima des Wahlkampfes wiedererstarkte Nationale Front. Eghbal, der nun sowohl von der Mardom-Partei als auch von der Nationalen Front attackiert wurde, versuchte die am 19. Juli 1960 abgehaltenen Wahlen „zu kontrollieren“. Die massiven Wahlfälschungen führten zu ebenso massiven Protesten und Demonstrationen. Am 3. August 1960 kam es sogar zu einem Prozess gegen Eghbal wegen Wahlfälschung. Auch Ali Amini und Asadollah Alam sprachen vom größten Wahlbetrug der iranischen Geschichte, woraufhin Premierminister Eghbal am 7. August 1960 zurücktrat. Mohammad Reza Schah forderte die neu gewählten Parlamentsabgeordneten auf, ihr Amt zurückzugeben, da sie ganz offensichtlich nicht das Vertrauen der Bevölkerung besäßen. Neuer Premierminister wurde Dschafar Scharif-Emami. Die Einführung eines Zweiparteiensystems war vollständig missglückt.
Am 16. Dezember 1963 wurde von Hassan Ali Mansur die Partei Iran Novin (Neues Iran) gegründet und stieg innerhalb kürzester Zeit zur Mehrheitspartei im parlamentarischen System des Irans auf. Die von Asadollah Alam gegründete Mardom-Partei (Volkspartei) stellte die Minderheit. Beide Parteien, die regierende Iran Novin wie die in der Opposition befindliche Mardom-Partei unterstützten die Politik der Weißen Revolution von Mohammad Reza Schah. Nach dem Tod Mansurs führte Premierminister Amir Abbas Hoveyda die Partei an.

## Parteigründung
Gegründet wurde die Rastachiz-Partei unter der Regierung von Ministerpräsident Amir Abbas Hoveyda auf Anweisung von Schah Mohammad Reza Pahlavi. Am 2. März 1975 erklärte der Schah, dass das Zweiparteiensystem Irans nicht so funktioniert hätte, wie er es sich erhofft hatte. Die regierende Iran-Novin-Partei würde andere politische Gruppierungen nicht an dem politischen Willensbildungsprozess beteiligen. Ziel sei es, ein politisches System zu schaffen, in dem jedermann sich politisch beteiligen könne. Statt eines Zweiparteiensystems sollte ein Einparteiensystem den politischen Willensbildungsprozess im Iran bündeln. Hoveyda war als ihr erster Generalsekretär damit beauftragt, die Statuten der Partei auszuarbeiten. Am 8. September 1975 fand der Gründungsparteitag von Rastachiz statt. Jeder Bürger des Iran, der das 18. Lebensjahr erreicht hatte, war automatisch Mitglied, es sei denn, er erklärte sich nicht mit der Mitgliedschaft einverstanden.

## Politische Aktivitäten
Die Partei hatte zwei Flügel, einen progressiven Flügel, der von Dschamschid Amusegar angeführt wurde, und einen konstruktiven Flügel unter der Führung von Hushang Ansary. Der progressive Flügel setzte sich für ein Wohlfahrtssystem, ökonomischen Ausgleich, Dezentralisierung und politische Partizipation ein, während der konstruktive Flügel den politischen Schwerpunkt auf ökonomisches Wachstum, technologischen Fortschritt und Industrialisierung legte. Die beiden Flügel sollten die politische Meinungsbildung organisieren und die Gesetzesvorhaben im Rahmen des parlamentarischen Entscheidungsprozesses diskutieren.
Der Partei wurde nach 1979 eine Mitschuld an dem Sturz der Monarchie gegeben, weil sie durch ihre Aktivitäten selbst eher unpolitische Iraner gegen sich aufbrachte. Von den in der iranischen Gesellschaft einflussreichen Händlern der Basare (Bazaari) wurde eine Pflichtmitgliedschaft abverlangt. Es wurde beklagt, dass es in weiten Teilen des Irans eine allgemein aggressive Einmischung in die politischen, wirtschaftlichen und religiösen Belange der Menschen gab, die sich politisch nicht beteiligen wollten. Hinzu kam, dass die wenigen politischen Parteien, die 1975 noch legal bestehen durften, der Rastachiz schließlich einverleibt oder verboten wurden.
Zur Partei gehörte eine Jugendorganisation. Diese und eine spezielle Kampfgruppe der Partei begannen 1975 eine groß angelegte Anti-Wucher-Kampagne gegen die Bazaari, die sich ihr schließlich entgegenstellten und so in den Ruf von „Feinden des Staates“ gestellt wurden. Der Schah sah die Kampagne als Fortsetzung einer „kulturellen Modernisierung“ des Irans, die in Einklang mit den Grundsätzen der von ihm 1963 eingeleiteten Weißen Revolution stehen sollte und an deren Ende ein moderner, westlich orientierter, säkularer Iran das Ziel war.
Ende 1978 endete die Alleinherrschaft der Rastachiz mit der Einleitung der Islamischen Revolution. Im Februar 1979 wurde die Rastachiz-Partei schließlich verboten. Mehrere Funktionäre wurden hingerichtet, sofern sie nicht schon ins Exil geflohen waren.
Seit der Islamischen Revolution versucht die Partei im Exil mit anderen monarchistischen Gruppen für die Wiederherstellung der Monarchie einzutreten. Monarchistische Gruppen sind im Iran streng verboten. Allein die Zugehörigkeit zieht lange Haftstrafen nach sich.